# Soy Gitano
Soy gitano é um disco do cantor de flamenco Camarón, gravado junto com a Royal Philharmonic Orchestra de Londres.

## Faixas
1. "Soy gitano" (José Monge/José Fernández Torres/Vicente Amigo) – 4:14
2. "Casida de las palomas oscuras" (Federico García Lorca/Ricardo Pachón) – 3:59
3. "Thamar y Amnón" (García Lorca/Pachón) – 3:21
4. "Dicen de mí" (Diego Carrasco/Rafael Fernández) – 4:33
5. "Luna llena" (César Cadaval/M. Magüesín) – 3:48
6. "El pez más viejo del río" (Miguel Hernández/Adapt.: José Monge) – 2:43
7. "Amor de conuco" (Juan Luis Guerra) – 3:33
8. "Nana del caballo grande" (García Lorca/Pachón) – 5:51